# Дель Монако, Марио
Марио Дель Монако (итал. Mario Del Monaco; 27 июля 1915[…], Флоренция — 16 октября 1982[…], Местре, Местре) — итальянский оперный певец (драматический тенор). Один из крупнейших оперных певцов XX века и последний тенор di forza. Часто выступал с Ренатой Тебальди. Благодаря выигрышной внешности снимался также в кино.

## Биография
Обучался пению в Пезарской консерватории у Артуро Мелокки, который позднее также поставил голос Франко Корелли. Дебютировал в 1939 году в партии Туридду. С пезарской молодости дружил и часто выступал вместе с Ренатой Тебальди.
С 1949 года выступал в «Ла Скала» (Милан), где его карьера не задалась, отчасти из-за конфликта с маститым дирижёром Виктором де Сабата, который предпочитал ему тенора Джузеппе Ди Стефано. С 1946 года пел в «Ковент Гарден» (Лондон), в 1957—1959 годах — в «Метрополитен-опера» (Нью-Йорк). Много гастролировал в Латинской Америке, где в театре Колон в 1950 году впервые появился в партии Отелло, которую, по некоторым сведениям, исполнил в общей сложности 427 раз.
В 1959 году первым из звёзд итальянской оперы гастролировал в СССР, с огромным успехом исполнил в Большом театре партии Хозе в «Кармен» Бизе и Канио в «Паяцах» Леонкавалло, удостоился ордена Ленина. Вспоминает Муслим Магомаев:
Я помню тот триумф, который был – разрывался приемник от оваций, аплодисментов, криков «браво», я такого успеха никогда раньше не слышал в спектаклях. Присутствовал Никита Сергеевич Хрущёв, он сию минуту Дель Монако дал орден Ленина, за два спектакля — орден Ленина! Что еще можно было тогда дать Марио Дель Монако?… Героя Соц. Труда только … Бог дал ему такой голос, которого хватило бы сразу на десять теноров! Прекрасный актёр и, когда смотришь с ним оперные отрывки, понимаешь, что такие люди, такие певцы рождаются раз в 200 лет, раз в 300 лет.
В 1964 году попал в тяжёлую автокатастрофу и вынужден был на год уйти из театра. В 1975 году, дав 11 спектаклей в течение 20 дней в Неаполе и Палермо, завершил певческую карьеру. Поселился на вилле в Ланчениго под Тревизо. В 2011 году власти этого города переименовали в честь Марио дель Монако городской театр.
Написал книгу воспоминаний, русский перевод которой вышел в 1987 году под названием «Моя жизнь, мои успехи». Скончался в 1982 году от хронической болезни почек, похоронен на центральном кладбище Пезаро.

## Творчество
Критики отмечают, что голос Дель Монако, громогласный, «обширного диапазона, необычайной силы и насыщенности, с баритональными низами и сверкающими верхними нотами, неповторим по тембру. Блестящее мастерство, тонкое чувство стиля и искусство перевоплощения позволяли артисту исполнять разнохарактерные партии оперного репертуара».
Лучшей ролью в репертуаре Дель Монако признаётся партия Отелло в одноимённой опере Верди, которую он исполнил более 400 раз на сцене и 11 в записи. Даже похоронен певец был в костюме Отелло (который сам же разработал). Двумя другими «визитными карточками» Дель Монако считались партии Андре Шенье в одноимённой опере Джордано (особенно удачны записи 1949 и 1955 годов) и Лориса в опере «Федора».
Хотя голос Дель Монако мог перекрыть самый громкий оркестр, далеко не все эксперты видели в этом достоинство. Так, британские критики, традиционно ценящие сдержанность и универсальность, на протяжении десятилетий упрекали Дель Монако за «монотонную зычность» и, отмечая недостаток гибкости и нюансировки в его «Геркулесовом» голосе, а также ограниченность его репертуара, иногда называли его «Кинг-Конгом на сцене».

## Семья
Семья дель Монако происходит с юга Италии. В память об этом наследии Марио записал в 1975 году альбом традиционных неаполитанских песен, который имел коммерческий успех не только в Италии, но и в других странах.
Его сын Джанкарло (род. 1943) — театральный режиссёр. Несмотря на разрыв Евросоюзом культурных связей с Россией, в 2024 году поставил оперу в Большом театре, за что подвергся критике на родине. В том же году президент В. Путин предоставил ему российское гражданство.

## Признание
- 1955 — Премия «Золотая арена» за выдающиеся достижения в оперном искусстве
- 1957 — Премия «Золотой Орфей»
- 1959 — Премия «Золотые Тропы»
- 1959 — Орден Ленина (СССР)

В 2002 году Марио Мелани, близкий друг Марио дель Монако и Ренаты Тебальди, основал в Пезаро академию пения, которая была названа в их честь.

## Дискография
- 1946 — «Бал-маскарад», дирижёр Нино Санцоньо (Риккардо)
- 1950 — «Отелло», дирижёр Антонино Вотто (Отелло)
- 1950 — «Богема», дирижёр Витторио Гуи (Родольфо)
- 1951 — «Аида», дирижёр Оливьеро Де Фабритиис (Радамес)
- 1952 — «Аида», дирижёр Фаусто Клева (Радамес)
- 1952 — «Аида», дирижёр Альберто Эреде (Радамес)
- 1953 — «Паяцы», дирижёр Альберто Эреде (Канио)
- 1953 — «Валли», дирижёр Карло Мария Джулини (Хагенбах)
- 1953 — «Сила судьбы», дирижёр Димитрий Митропулос (Дон Альваро)
- 1953 — «Аида», дирижёр Фаусто Клева (Радамес)
- 1953 — «Кармен», дирижёр Фриц Райнер (Хозе)
- 1953 — «Сила судьбы», дирижёр Уолтер Херберт (Дон Альваро)
- 1954 — «Девушка с Запада», дирижёр Димитрий Митропулос (Дик Джонсон (Рамерес))
- 1954 — «Отелло», дирижёр Альберто Эреде (Отелло)
- 1954 — «Отелло», дирижёр Антонино Вотто (Отелло)
- 1954 — «Андре Шенье», дирижёр Фаусто Клева (Андре Шенье)
- 1954 — «Риголетто», дирижёр Альберто Эреде (Герцог)
- 1954 — «Паяцы», дирижёр Альберто Эреде (Канио)
- 1954 — «Сельская честь», дирижёр Франко Гионе (Туридду)
- 1954 — «Манон Леско», дирижёр Франческо Молинари-Праделли (Де Грие)
- 1955 — «Норма», дирижёр Туллио Серафин (Поллион)
- 1955 — «Андре Шенье», дирижёр Антонино Вотто (Андре Шенье)
- 1955 — «Андре Шенье», дирижёр Анджело Квеста (Андре Шенье)
- 1955 — «Сила судьбы», дирижёр Франческо Молинари-Праделли (Дон Альваро)
- 1955 — «Турандот», дирижёр Альберто Эреде (Калаф)
- 1955 — «Норма», дирижёр Антонино Вотто (Поллион)
- 1956 — «Эрнани», дирижёр Димитрий Митропулос (Эрнани)
- 1956 — «Трубадур», дирижёр Альберто Эреде (Манрико)
- 1957 — «Трубадур», дирижёр Фернандо Превитали (Манрико)
- 1957 — «Андре Шенье», дирижёр Джанандреа Гаваццени (Андре Шенье)
- 1957 — «Эрнани», дирижёр Димитрий Митропулос (Эрнани)
- 1957 — «Трубадур», дирижёр Фернандо Превитали (Манрико)
- 1957 — «Кармен», дирижёр Димитрий Митропулос (Хозе)
- 1957 — «Джоконда», дирижёр Джанандреа Гаваццени (Энцо Гримальдо)
- 1957 — «Паяцы» (Leoncavallo), дирижёр Винченцо Беллецца (Канио)
- 1958 — «Отелло», дирижёр Фаусто Клева (Отелло)
- 1958 — «Отелло», дирижёр Туллио Серафин (Отелло)
- 1958 — «Девушка с Запада», дирижёр Франко Капуана (Дик Джонсон (Рамерес))
- 1958 — «Отелло», дирижёр Туллио Серафин (Отелло)
- 1958 — «Эрнани», дирижёр Фернандо Превитали (Эрнани)
- 1958 — «Самсон и Далила», дирижёр Фаусто Клева (Самсон)
- 1958 — «Мефистофель», дирижёр Туллио Серафин (Фауст)
- 1959 — «Паяцы», дирижёр Димитрий Митропулос (Канио)
- 1959 — «Отелло», дирижёр Альберто Эреде (Отелло)
- 1959 — «Кармен», дирижёр А. Мелик-Пашаев (Хозе)
- 1959 — «Паяцы», дирижёр В. Небольсин (Канио)
- 1959 — «Франческа да Римини», дирижёр Джанандреа Гаваццени (Паоло)
- 1959 — «Тоска», дирижёр Франческо Молинари-Праделли (Марио Каварадосси)
- 1959 — «Самсон и Далила», дирижёр Франческо Молинари-Праделли (Самсон)
- 1959 — «Паяцы», дирижёр Франческо Молинари-Праделли (Канио)
- 1960 — «Эрнани», дирижёр Фернандо Превитали (Эрнани)
- 1960 — «Троянцы», дирижёр Рафаэль Кубелик (Эней)
- 1960 — «Сельская честь», дирижёр Туллио Серафин: (Туридду)
- 1961 — «Аида», дирижёр Франко Капуана (Радамес)
- 1961 — «Андре Шенье», дирижёр Франко Капуана (Андре Шенье)
- 1961 — «Паяцы», дирижёр Джузеппе Морелли (Канио)
- 1961 — «Отелло», дирижёр Герберт фон Караян (Отелло)
- 1961 — Адриенна Лекуврёр, дирижёр Франко Капуана (Маурицио)
- 1962 — «Отелло», дирижёр Никола Решиньо (Отелло)
- 1962 — «Отелло», дирижёр Георг Шолти (Отелло)
- 1962 — «Плащ», дирижёр Ламберто Гарделли (Луиджи)
- 1962 — «Кармен», дирижёр Томас Шипперс (Хозе)
- 1966 — «Отелло», дирижёр Нино Санцоньо (Отелло)
- 1967 — «Норма», дирижёр Сильвио Варвизо (Поллион)
- 1967 — «Эрнани», дирижёр Нино Санцоньо («Эрнани»)
- 1967 — «Сельская честь», дирижёр Сильвио Варвизо (Туридду)
- 1968 — «Норма», дирижёр Джанандреа Гаваццени (Поллион)
- 1968 — «Валли», дирижёр Фаусто Клева (Хагенбах)
- 1969 — «Федора», дирижёр Ламберто Гарделли (Лорис Ипанов)
- 1972 — «Стиффелио», дирижёр Оливьеро Де Фабритиис (Стиффелио)